# Lanfranco Margotti
Lanfranco Margotti (ur. w 1558 w Parmie, zm. 28 lutego 1611 w Rzymie) – włoski kardynał.

## Życiorys
Pochodził z biednej rodziny, w młodości przybył do Rzymu i został przedstawiony sekretarzem kardynała Cinzio Aldobrandiniego. Następnie został sekretarzem Klemensa VIII i protonotariuszem apostolskim. 24 listopada 1608 został kreowany kardynałem prezbiterem i otrzymał kościół tytularny S. Callisto. 26 stycznia 1609 został wybrany biskupem Viterbo, a 15 lutego przyjął sakrę. Zarządzał diecezją poprzez wikariusza. Zmarł po krótkiej chorobie, spowodowanej wrzodem w ramieniu.